# Dasyrhamphis
Dasyrhamphis is een vliegengeslacht uit de familie van de dazen (Tabanidae).

## Soorten
- D. algirus (Macquart, 1838)
- D. anthracinus (Meigen, 1820)
- D. ater (Rossi, 1790)
- D. carbonarius (Meigen, 1820)
- D. denticornis (Enderlein, 1925)
- D. nigritus (Fabricius, 1794)
- D. tomentosus (Macquart, 1846)
- D. umbrinus (Meigen, 1820)